# Oslomarka
Oslomarka, „Osloský les“, často jen Marka, je kopcovitá oblast na hranicích norského hlavního města Oslo a přilehlých obcí, tvořená lesem, jezery a otevřenou krajinou. Její rozloha je 1 700 km² a spadá pod tři různé kraje: Oslo, Buskerud, Østfold a Akershus, a pod šestnáct různých obcí. Je využívána především pro rekreační účely, je hlavní turistickou oblastí pro zhruba čtvrtinu obyvatel celého Norska. Kromě toho se zde nachází jezero Maridalsvannet, které je zdrojem pitné vody pro devadesát procent obyvatel Oslo, a probíhá zde intenzivní těžba dřeva. Část území je v soukromých rukou, zbytek tvoří obecní lesy a původní almenninger „obecní půda“, taktéž spravovaná současnými obcemi. Oslomarka je předmětem zvláštního zákona zvaného Markalaven z roku 2009, který kromě ochrany přírody klade důraz na využití oblasti pro rekreaci, zemědělství a využití místních přírodních zdrojů. Stavení činnost podléhá zvláštnímu schválení Ministerstva klimatu a životního prostředí. K místní fauně náleží mimo jiné losi, jeleni, lišky, jezevci, z ptáků sovy, datli a orli.
Oslomarka je rozdělena do následujících částí, v pořadí je od jihozápadu na jihovýchod:
- Kjekstadmarka
- Vestmarka
- Krokskogen
- Bærumsmarka
- Nordmarka
- Romeriksåsen
- Lillomarka
- Gjelleråsen
- Østmarka
- Sørmarka

## Oslo
V rámci Oslo tvoří pod jménem Marka zvláštní území mimo obvody, které zahrnuje 301 km². Místní obyvatelé mají právo volit a být zvoleni v nejbližším městském obvodu. Část oblasti náležející k Oslo zahrnuje dvě třetiny městského území a nachází se na ní jeho geografický střed.

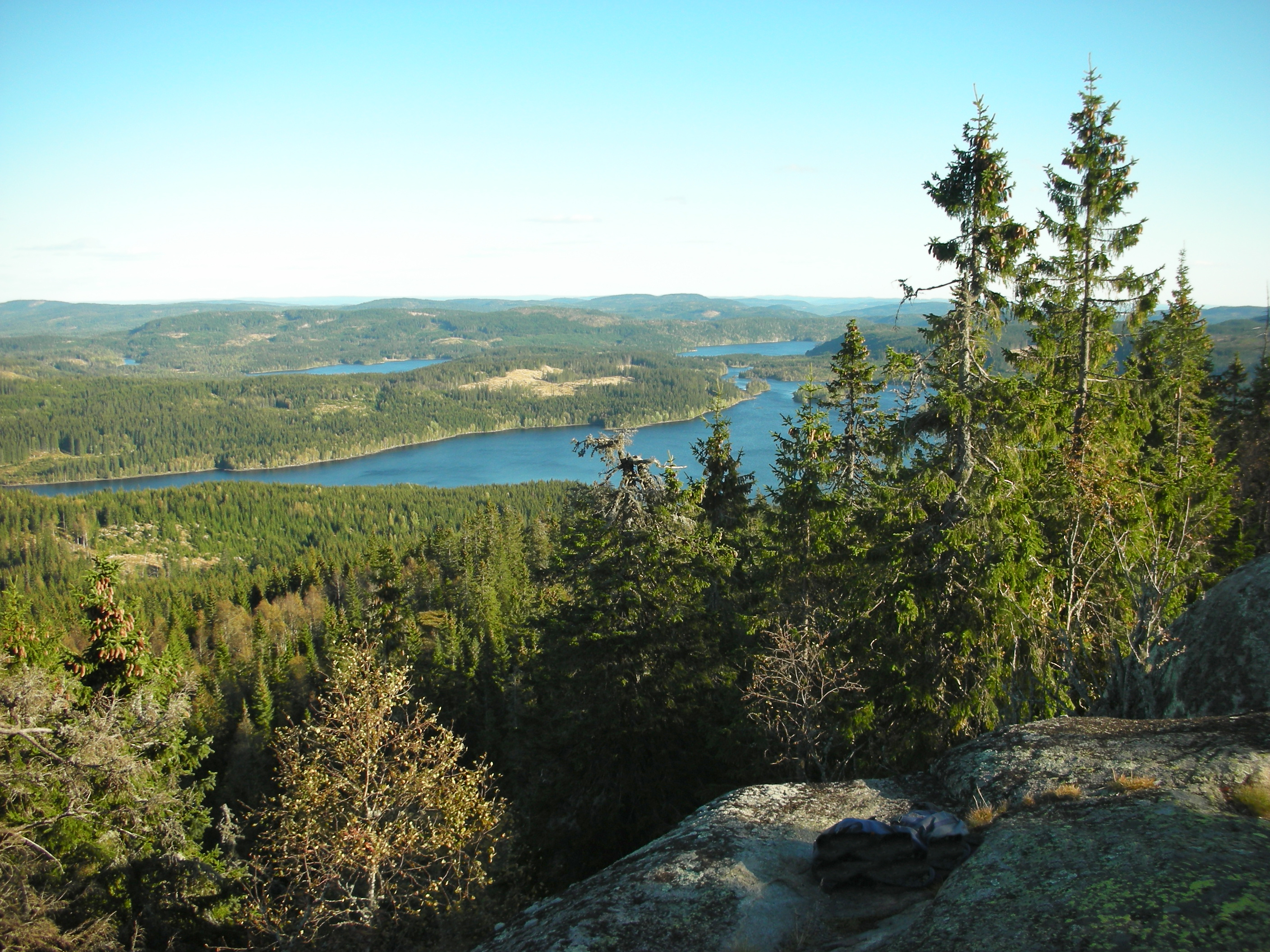
Pohled na jezero Sandungen z hory Kjerkeberget

## Rekreace
Oslomarka je využívána jako rekreační oblast pro pěší turistiku, lezectví, cyklistiku, plavání a sběr hub nebo lesních plodů, v zimě se zde dá běžkovat a bruslit. Značené stezky mají v souhrnu délku několika tisíc kilometrů a část z nich je vhodná i pro osoby s omezenou schopností pohybu nebo pro pohyb s kočárky. Modře značené stezky jsou určeny pro pěší, červené pro běžkování.
Turistické využití se rozvíjelo především od konce 19. století a to v souvislosti s lyžařskými závody. V roce 1870 Norské turistické sdružení vytvořilo první značenou stezku z Sørkedalenu do Stubdalu a otevření železniční trati Holmenkollbanen v roce 1898 pak umožnilo snadný přístup obyvatel města do Marky. K velkému rozvoji tras došlo především po roce 1925. V 30. letech 20. století se začal používat název Oslomarka a v následných desetiletích docházelo k určitým proměnám toho, jaká všechna území do ní náleží. Na počátku 21. století se v oblasti nacházejí chaty Norského turistického sdružení, kde můžou členové přespat. Část z nich nabízí různé občerstvení, ale zbytek je provozován bez jakéhokoliv personálu. Také je v Oslomarce možné volně kempovat, ať už ve stanu, či pod širým nebem. Oslomarka je z velké části je snadno dostupná, a to i veřejnou dopravou. Vjezd soukromých motorových vozidel je zakázán, ale na hranicích je mnoho parkovišť.